# Gloskäret (norr om Rosala, Kimitoön)
Gloskäret är en ö i Finland. Den ligger i Skärgårdshavet och i kommunen Kimitoön i den ekonomiska regionen  Åboland i landskapet Egentliga Finland, i den sydvästra delen av landet. Ön ligger omkring 63 kilometer söder om Åbo och omkring 140 kilometer väster om Helsingfors.
Öns area är 2,5 hektar och dess största längd är 240 meter i nord-sydlig riktning. Ön höjer sig omkring 5 meter över havsytan.